# Litauische Sportuniversität

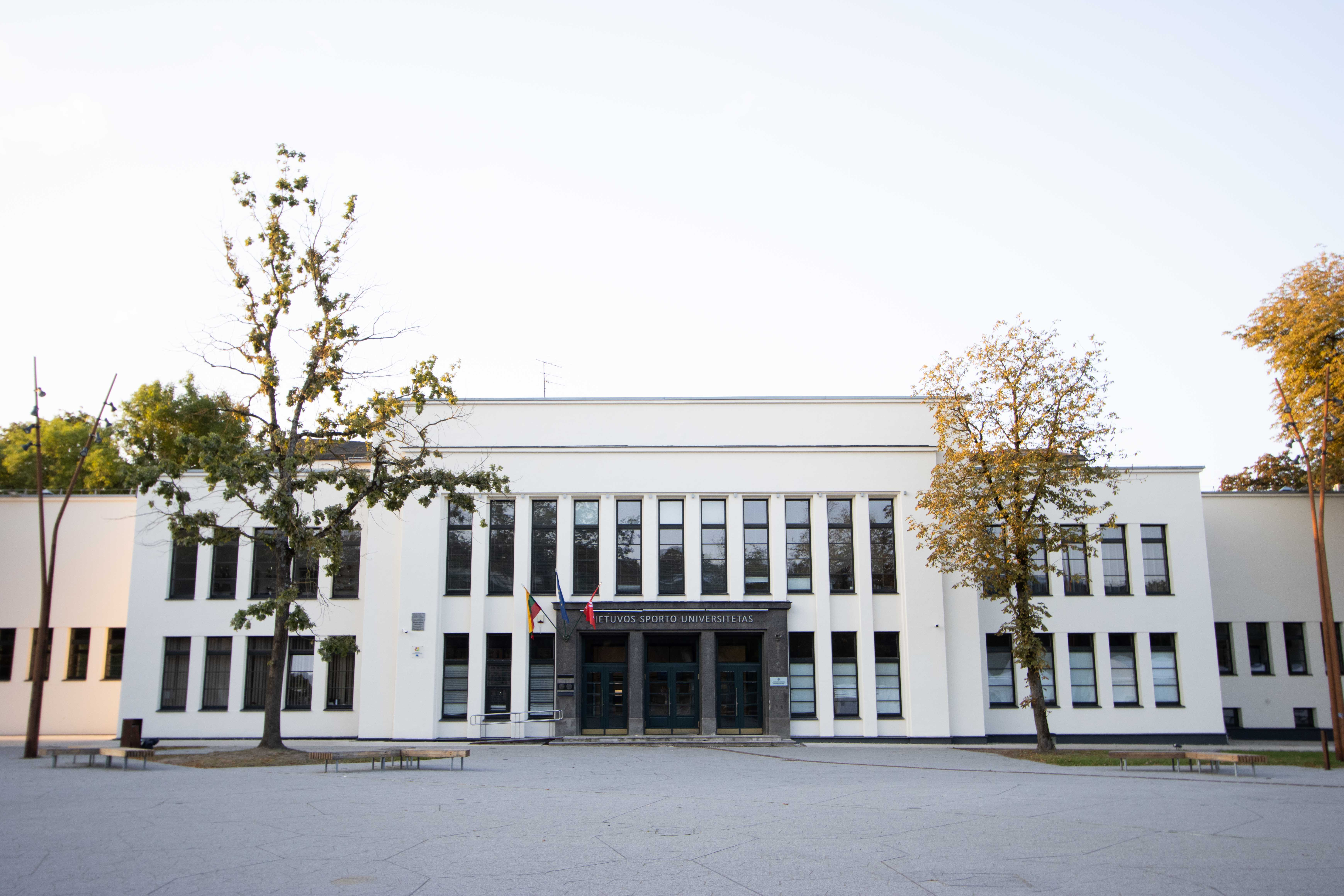
Hauptgebäude

Die Litauische Sportuniversität (litauisch: Lietuvos sporto universitetas, LSU) ist die einzige universitäre Bildungseinrichtung für Sportwissenschaften in Litauen. Sie befindet sich seit ihrer Gründung im Kaunasser Stadtteil Žaliakalnis in unmittelbarer Nähe zur örtlichen Sporthalle Kaunas und zum S.Dariaus-und-S.Girėno-Stadion.

## Geschichte
Vorläufer der Akademie waren Ausbildungskurse für Sportlehrer an Gymnasien, die es zwischen 1934 und 1938 in Kaunas gab, bevor sie der Vytautas-Magnus-Universität Kaunas angegliedert wurden. Die heutige Institution wurde als Lietuvos valstybinis kūno kultūros institutas 1945 gegründet und 1999 umbenannt.

## Struktur
Zur Sportuniversität gehören drei Fakultäten, sechzehn Lehrstühle und 6 Laboratorien. Es gibt die Bibliothek der Litauischen Sportuniversität.
2.650 Studenten werden von 125 Lehrkräften, davon 10 Professoren und 69 Dozenten, unterrichtet.
An der Universität spielt der LKL-Basketballverein LSU-Baltai Kaunas (früher Atletas).

## Absolventen
Absolventen der Institution waren unter anderem der Box-Europameister Algirdas Šocikas und die Olympiasieger Modestas Paulauskas, Valdemaras Chomičius, Rimas Kurtinaitis und Virgilijus Alekna.